# Nicolás Garay
General Nicolás Garay fue un militar mexicano que participó en la Revolución mexicana.
Nació en la sierra de Nahueráchic, Chihuahua. En 1910 se incorporó a la lucha maderista en su estado natal. En 1912 acompañó a Francisco Villa de la ciudad de Chihuahua a San Andrés de la Sierra, para combatir a las fuerzas orozquistas de Antonio Rojas.
Tuvo a su mando la detención de Pascual Orozco Merino, en la Hacienda de la Ascensión. Durante la lucha contra Victoriano Huerta formó parte de la escolta de "Dorados" de Francisco Villa.
Murió el 23 de noviembre de 1916, al participar el ataque de la ciudad de Chihuahua, defendida por las fuerzas carrancistas del general Jacinto B. Treviño. 